# ۱٬۱-دی‌کلرواتان
۱،۱-دی‌کلرواتان (به انگلیسی: 1,1-Dichloroethane) با فرمول شیمیایی C۲H۴Cl۲ یک ترکیب شیمیایی است. که جرم مولی آن ۹۸٫۹۶ g/mol می‌باشد. 